# Розкішне (Березівський район)
Розкі́шне (минулі Келлера, Флоринівський, Ені) — село Петровірівської сільської громади у Березівському районі Одеської області, Україна. Населення становить 317 осіб.
17.05.1963 села Макарівка, Староміхнівка та Розкішне об'єдані в один населений пункт Розкішне.
12 вересня 1967 року села Розкішне і Гор'єве Новосвітівської сільради об'єднані в село Розкішне.

## Населення
Згідно з переписом УРСР 1989 року чисельність наявного населення села становила 362 особи, з яких 162 чоловіки та 200 жінок.
За переписом населення України 2001 року в селі мешкало 290 осіб.

### Мова
Розподіл населення за рідною мовою за даними перепису 2001 року:
| Мова       | Відсоток |
| ---------- | -------- |
| українська | 97,48 %  |
| російська  | 1,26 %   |
| молдовська | 0,63 %   |
| вірменська | 0,32 %   |
| інші       | 0,31 %   |